# Sơn ca ngực hồng
Sơn ca ngực hồng (danh pháp hai phần: Mirafra poecilosterna, đôi khi đặt trong chi Calendulauda) là một loài chim thuộc Họ Sơn ca. Loài này có khu vực phân bố trong khu vực 560.000 km2. bao gồm một phạm vi rộng hơn Ethiopia, Kenya, Somalia, Sudan, Tanzania, và Uganda. Môi trường sống tự nhiên là thảo nguyên khô, vùng cây bụi mở và các khu vực rừng gỗ, đặc biệt Acaria khô và cây bụi Commiphora.
Nó thường được tìm thấy đơn lẻ hoặc theo cặp tìm kiếm thức ăn trên mặt đất cho côn trùng và các loại hạt. Khi bị quấy rầy nó bay đến một vị trí an toàn cao, các nhánh của một cái cây hoặc trên đỉnh của một bụi cây. Đây cũng là nơi đậu ưa thích của chúng để cất tiếng hót đánh dấu lãnh thổ. 